# 虛擬電廠

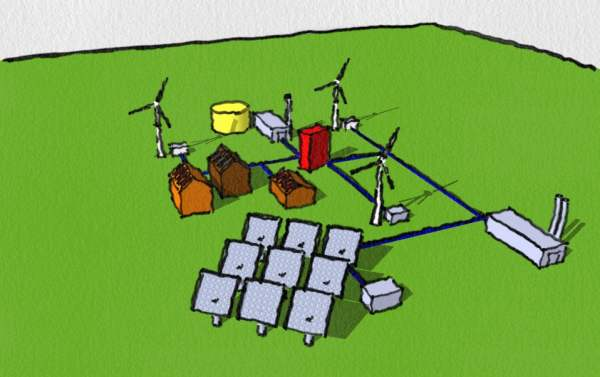
由許多獨立系統組成的虛擬電廠

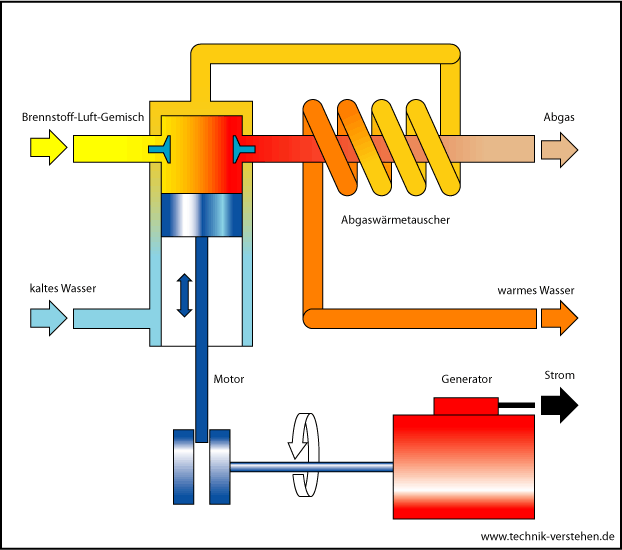
熱電聯產廠的功能圖

虛擬電廠（Virtual power plant）是以電網雲為基礎的分散式電廠，可以聚集各種不同類型技術的電力。主要目的是增強電力調度能力、以及促進電力自由市場交易的活絡。目前虛擬電廠在美國、歐洲和澳大利亞均有相關案例。

## 發電
虛擬電廠是一種匯集多種類型的電源，以提高電網可靠度的系統。電力來源通常由不同類型、可調度和不可調度、可控制或靈活負載的分散式發電系統所組成的集合。這些系統由中央機構控制，並且可以包括微型熱電聯產，天然氣往復式發動機，小型風力發電廠，太陽能發電，河道水力發電廠，小型水力發電，生物質能，備用發電機和儲能系統等。
虛擬電廠的優勢包括能夠在短時間內提供尖峰負載電力或跟隨負載的發電。相對於傳統的發電廠，虛擬電廠可提供更高的效率和更大的靈活性。更大的靈活性可使系統對波動做出更好的反應，但是其要求較佳的系統優化、控制和安全的通信。
根據Pike Research 2012年的報告，虛擬電廠容量從2011年到2017年增長65%，從全球的55.6GW增至91.7GW，2017年全球收入將從53億美元增至65億美元。
另外，虛擬電廠代表著「能源互聯網」。這些系統利用現有的電網來為客戶量身定制電力供需服務。 虛擬電廠使用一套複雜的基於軟件的系統，為最終用戶和分配實用程序最大化價值。它們是動態的，可以實時提供價值，並且可以對不斷變化的客戶負載狀況做出快速反應。

## 輔助服務
虛擬電廠還可用於為電網運營商提供輔助服務，以幫助維護電網穩定性。輔助服務包括頻率調節、負載追踪和提供操作儲備。這些服務主要用於維持電力供需的瞬時平衡。提供輔助服務的電廠必須回應電網運營商傳來的信號，以響應用戶需求水平的變化，在幾秒鐘到幾分鐘的時間內增加或減少負荷。
由於輔助服務通常由可控制的化石燃料發電機提供，因此，未來包含太陽能和風能比例很高的無碳電網必須依靠其他形式的可控制發電或消耗，車輛到網格技術就是其中最著名的例子。在這種情況下，連接到電網的分散式電動車輛可充當單個虛擬電廠。通過有選擇地控制每輛車的充電速度，電網可以看到淨注入或能量消耗，就好像大型電池正在提供這項服務一樣。
同樣，目前已有廠商研究以熱泵或空調來提供電網提供輔助服務。只要保持室內的舒適性，就可以選擇性地關閉和打開分散式熱泵，以改變其總功率消耗。
由於虛擬發電廠可以並行運行，因此與發電廠相比，虛擬發電廠可以具有更高的鴨子曲線（Duck Curve），這在早晨和傍晚有較高鴨子曲線的電網中尤為重要。但是，分散式性質會產生通信和延遲問題，這可能需要諸如頻率調節之類的快速服務。

## 能源交易
虛擬發電廠為基於電網雲的中央或分散式控制中心，它利用資訊及通訊科技（ICT）和物聯網（IoT）設備來整合異構分散式能源，目的是在躉售電力市場上進行能源交易，或為系統運營商提供輔助服務。

## 參照
- 分散式發電
- 自動讀表（英语：Automatic meter reading）
- 電度錶
- 智慧型電錶
- 智慧電網
- 尖峰負載發電廠
- 淨計量電價
- 上網電價補貼政策
- 微型熱電聯產
- V2G